# 302
Évszázadok: 3. század – 4. század – 5. század
Évtizedek: 250-es évek – 260-as évek – 270-es évek – 280-as évek – 290-es évek – 300-as évek – 310-es évek – 320-as évek – 330-as évek – 340-es évek – 350-es évek
Évek: 297 – 298 – 299 – 300 –  301 – 302 – 303 – 304 – 305 – 306 – 307

## Események

### Római Birodalom
- Constantius Chlorus és Galerius caesarokat választják consulnak.
- Diocletianus császár Antiochiából Alexandriába utazik és gabonát oszt a szegényeknek.
- Diocletianus betiltja a birodalomban a perzsa eredetű manicheizmust. A papokat és az írásokat máglyán égetteti el, a vallás alacsony sorú követőit kivégezteti, a gazdagabbakat bányába küldi.
- Diocletianus visszatér Antiochiába, ahol kivágatja a nyelvét Caesareai Romanus keresztény diakónusnak, mert az félbeszakított egy pogány ünnepet. A császár továbbutazik Nicomediába és a városban telel. Csatlakozik hozzá Galerius, aki a keresztények elleni fellépésre buzdítja.
- Örményországban Világosító Szent Gergelyt felszentelik az ország pátriárkájává.

### Szászánida Birodalom
- Meghal Narsak nagykirály. Utóda fia, II. Hurmuz.

### Kína
- A szellemi fogyatékos Huj császár régense, Sze-ma Csiung ellen az uralkodócsalád tagjai összeesküvést szerveznek, puccsal megdöntik a hatalmát és kivégzik. Az új régens Sze-ma Aj.

## Halálozások
- Narsak, szászánida király
- Cao Huan, a kínai Vej állam lemondatott császára
- Sze-ma Csiung, kínai régens

## Fordítás
- Ez a szócikk részben vagy egészben  a(z)   302 című angol Wikipédia-szócikk ezen változatának fordításán alapul.  Az eredeti cikk szerkesztőit annak laptörténete sorolja fel. Ez a jelzés csupán a megfogalmazás eredetét és a szerzői jogokat jelzi, nem szolgál a cikkben szereplő információk forrásmegjelöléseként.